# اوگاواماچی

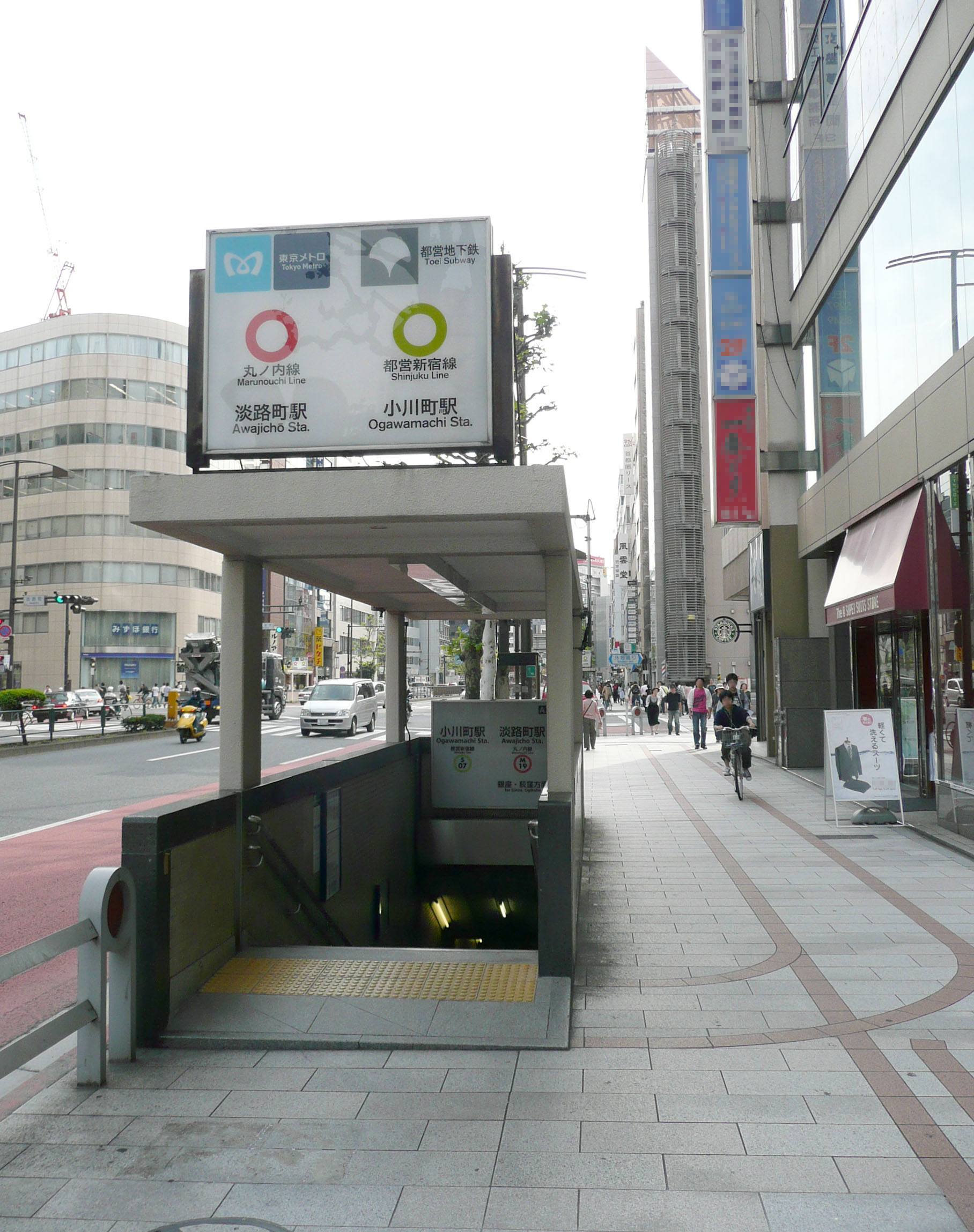
ایستگاه اوگاواماچی.

اوگاواماچی (به ژاپنی: (小川町, Ogawamachi) یکی از محله‌های توکیو پایتخت ژاپن است که در منطقهٔ چیودا واقع شده‌است. این محله به ۳ محلهٔ کوچکتر تقسیم می‌شود. خیابان یاسوکونی در این محل مرکزی برای خرید کالاهای ورزشی است. 

## ایستگاه راه آهن
- متروی توئی، خط شینجوکو، ایستگاه اوگاواماچی
- متروی توکیو، خط مارونواوچی
- متروی توکیو، خط چیودا